# Rostań
Rostań (ukr. Ростань; do 1946 Wólka Chrypska ukr. Вулька Хрипська) – wieś na Ukrainie w rejonie kowelskim, w obwodzie wołyńskim. W II Rzeczypospolitej miejscowość wchodziła w skład gminy wiejskiej Pulemiec w powiecie lubomelskim województwa wołyńskiego. Do II wojny światowej w pobliżu miejscowości znajdowały się chutory Gałęzówka i Ładynka.
Pierwsze wzmianki o wsi (pod jej starą nazwą Wólka Chrypska), pochodzą z XIX wieku. Wówczas wieś liczyła 52 budynki i 337 mieszkańców. Spis mieszkańców guberni wołyńskiej z 1906 roku podaje, że było tu 301 budynków i żyło 701 osób. Na początku XX wieku mieszkańcy wsi trudnili się głównie tkactwem i plecionkarstwem. W 1930 roku na terenie wsi działała polska szkoła.
W pobliskim rezerwacie „Uroczysko Oteńskie” ochroną objęte jest stanowisko żurawiny drobnolistkowej. We wsi znajduje się cerkiew św. Jerzego, wybudowana w latach 1993–1996.
Do 2020 w rejonie szackim.